# Талом

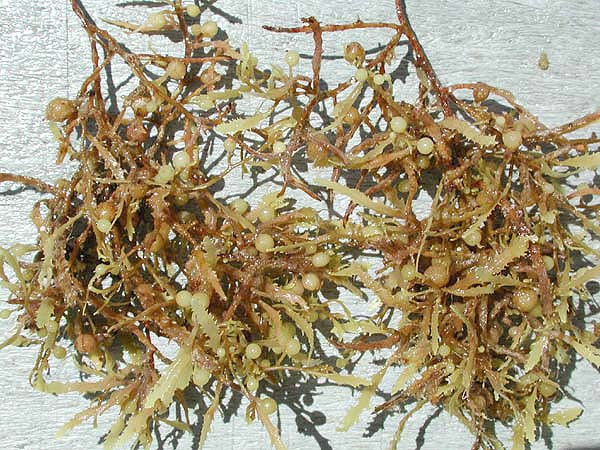
Таломи Саргасум

Тало́м (від грец. θάλλος — молода, зелена гілка) або слань — вегетативне тіло водоростей, грибів, їхніх симбіозів (лишайників), а також печіночникових та антоцеротовидних.

## Будова
Хоча формою талом може нагадувати вегетативні органи судинних рослин проте на відміну від них має простішу та однорідну будову або зовсім не поділяється на органи. Його клітини не утворюють тканин. Зокрема, не утворюються спеціалізовані провідні тканини, такі як судини.

Будова геторомірного талома лишайника: a) кора — це зовнішній шар щільно сплетених ниток гриба (гіф). b) Цей шар фотобіонтів має фотосинтезуючі зелені водорості. c) Пухкі гіфи. d) Щільно сплетена нижня кора e) Анкерні гіфи, що називають ризинами, якими гриб кріпиться до субстрату.

Найскладніше влаштовані таломи харових і бурих водоростей, у яких намітилася диференціація клітин і тканин. Також складну структуру таломів мають деякі лишайники. Гомеомірні таломи лишайників мають рівномірне розподілення клітин водоростей по гіфу гриба. Такий талом мають слизисті лишайники (Collema), що як фікобіонта мають синьо-зелені водорості. Їхні тіла оточені великою кількістю слизу. В сухому вигляді такі таломи мають вигляд чорних зморшкуватих кірочок. Більш складну будову має геторомірний, що має верхню шкірку з гіфів та гонидіальний шар з клітин водоростей.
В альгології, мікології та ліхенології використовують різні класифікації таломів. Найдетальніше опрацьована класифікація таломів водоростей.